# Żabynci (rejon nowouszycki)
Żabynci (ukr. Жабинці) – wieś na Ukrainie, w obwodzie chmielnickim, w rejonie nowouszyckim, nad Howirką. W 2001 roku liczyła 473 mieszkańców.